# ルカ・ネッツ
ルカ・ネッツ（Luca Netz, 2003年5月15日 - ）は、ドイツ・ベルリン出身のプロサッカー選手。ブンデスリーガ・ボルシア・メンヒェングラートバッハ所属。ポジションはディフェンダー（サイドバック）。

## 経歴

### クラブ
2010年に地元のヘルタ・ベルリンの下部組織に入団。2018年にU-17チームに昇格すると、2018-19シーズンはU-17リーグで26試合に起用され、サイドバックながら5ゴール8アシストを記録するなど、高い攻撃能力を発揮。翌2019-20シーズンは飛び級でU-19チームに昇格。U-19リーグでも活躍を見せると、トップチームから召集を受け、2020年5月30日、リーグ第29節のアウクスブルク戦でベンチ入りし、初めてトップチームのスカッドに名を連ねた。
2020-21シーズンはリザーヴチームで開幕を迎えたが、10月にはトップチームに昇格し、2021年1月2日、リーグ第14節のシャルケ戦でプロデビュー。これはヘルタ・ベルリンのクラブ史上2番目に若いデビューとなった。2月13日、第21節のシュトゥットガルト戦ではプロ初ゴールを記録した。
8月6日、ボルシア・メンヒェングラートバッハに5年契約で移籍。2022年10月18日、DFBポカール2回戦のダルムシュタット戦で移籍後初ゴールを挙げた。

### 代表
2018年からドイツの世代別代表に選出され、U-17代表として2019年のアルガルヴェ・カップ、UEFA U-17欧州選手権、2020年のアルガルヴェ・カップなどに出場。
2023年のUEFA U-21欧州選手権では、グループステージの全3試合に出場した。

## 個人成績

### クラブ
| 国内大会個人成績 | 国内大会個人成績 | 国内大会個人成績 | 国内大会個人成績 | 国内大会個人成績 | 国内大会個人成績 | 国内大会個人成績 | 国内大会個人成績 | 国内大会個人成績 | 国内大会個人成績 | 国内大会個人成績 | 国内大会個人成績 |
| 年度             | クラブ           | 背番号           | リーグ           | リーグ戦         | リーグ戦         | リーグ杯         | リーグ杯         | オープン杯       | オープン杯       | 期間通算         | 期間通算         |
| 年度             | クラブ           | 背番号           | リーグ           | 出場             | 得点             | 出場             | 得点             | 出場             | 得点             | 出場             | 得点             |
| ドイツ           | ドイツ           | ドイツ           | ドイツ           | リーグ戦         | リーグ戦         | リーグ杯         | リーグ杯         | DFBポカール      | DFBポカール      | 期間通算         | 期間通算         |
| ---------------- | ---------------- | ---------------- | ---------------- | ---------------- | ---------------- | ---------------- | ---------------- | ---------------- | ---------------- | ---------------- | ---------------- |
| 2020-21          | ヘルタ・ベルリン | 32               | ブンデスリーガ   | 11               | 1                | -                | -                | 0                | 0                | 11               | 1                |
| 2021-22          | ボルシアMG       | 20               | ブンデスリーガ   | 24               | 0                | -                | -                | 2                | 0                | 26               | 0                |
| 2022-23          | ボルシアMG       | 20               | ブンデスリーガ   | 20               | 1                | -                | -                | 2                | 1                | 22               | 2                |
| 2023-24          | ボルシアMG       | 20               | ブンデスリーガ   | 30               | 0                | -                | -                | 4                | 0                | 34               | 0                |
| 2024-25          | ボルシアMG       | 20               | ブンデスリーガ   | 24               | 0                | -                | -                | 1                | 1                | 25               | 1                |
| 通算             | ドイツ           | ドイツ           | ブンデスリーガ   | 109              | 2                | -                | -                | 9                | 2                | 118              | 4                |
| 総通算           | 総通算           | 総通算           | 総通算           | 109              | 2                | 0                | 0                | 9                | 2                | 118              | 4                |

## タイトル

### 個人
- フリッツ・ヴァルター・メダル U-17:銅（2020）[10]
- フリッツ・ヴァルター・メダル U-19:銀（2022）[11]